# Turecká okupace severní Sýrie
Turecké ozbrojené síly okupují oblasti severní Sýrie od srpna 2016, kdy byla zahájena turecká intervence v syrské občanské válce. K roku 2019 mají oblasti Sýrie pod kontrolou Turecka celkovou rozlohu 8 835 kilometrů čtverečních zahrnujících více než 1000 obcí a osad, včetně měst jako al-Báb, Azáz a Džarábulus. Jedná se o území náležející k syrským guvernorátům Aleppo, Rakka, Hasaka a Idlíb.

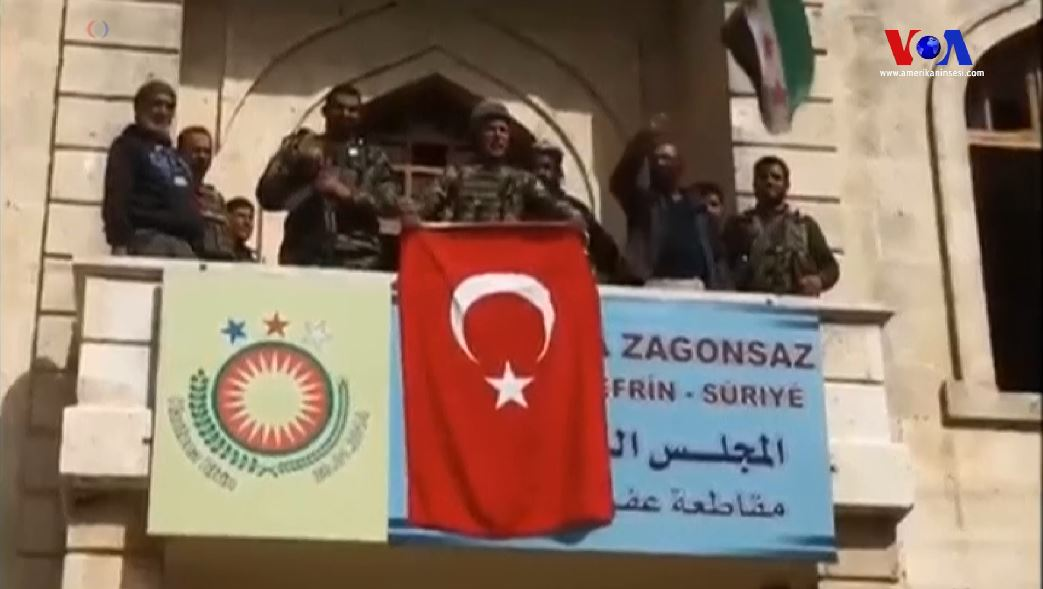
Turečtí vojáci a bojovníci Syrské národní armády v budově v Afrínu sloužící za sídlo vlády regionu Afrín, 18. března 2018

## Turecká invaze
Během operace Eufratský štít bylo dobyto území o rozloze 2225 kilometrů čtverečních. Oblasti obsazené během operace zahrnovaly vesnice mezi Azázem a al-Ráj. Po operaci Olivová ratolest bylo území rozšířeno na oblast okolo Afrínu. Během operace Pramen míru obsadily turecké ozbrojené síly a jejich spojenci celkovou plochu mezi 3 412 kilometry čtverečními a 4 220 kilometry čtverečními a 68 osad, přerušili dálnici M4. Většina těchto osad byla před tureckou intervencí pod kontrolou ozbrojených skupin Islámský stát a Syrské demokratické síly, které obě označila turecká vláda za teroristické organizace.

## Okupační správa
Turecko ovládá tuto oblast ve spojenectví se Syrskou národní armádou, která se prohlašuje za legitimní vládu Sýrie. Ačkoli tyto oblasti nominálně uznávají vládu spojenou se syrskou opozicí, v praxi představují samostatný kvazistát pod dvojí autoritou decentralizovaných místních místních rad a turecké vojenské správy. Syrská prozatímní vláda, od roku 2013 sídlící v exilu v Istanbulu, se přesunula na území kontrolovaná Tureckem a začala tam rozšiřovat částečnou pravomoc, včetně poskytování dokumentů syrským občanům. Okupační úřady se údajně dopouštějí porušování lidských práv v některých oblastech, včetně etnických čistek.

### Bezpečnostní síly
V oblasti od roku 2017 působí Syrská svobodná policie (anglicky Free Syrian Police; FSP), která je rozdělena na Národní policii a Veřejné bezpečnostní síly. Její příslušníci jsou placeni a cvičení Tureckem. Turecko rovněž v zóně zřídilo několik soudů, které kde rozhodují syrští soudce a řídí se syrským soudním řádem, přičemž na ně dohlížejí turečtí úředníci.

### Školství
Turecko se v okupovaných oblastech intenzivně angažuje ve vzdělávacím systému. V roce 2019 začalo postupné zavádění tureckého vlivu prostřednictvím školství. V opravených školách byly zavedeny turecké osnovy a výuka tureckého jazyka. Školy rovněž nesou symboly turecké státnosti – tureckou vlajku a dvojjazyčná vysvědčení, která oblast označují jako „Bezpečnou oblast pod tureckou správou". Kromě základního školství zde Turecko zřizuje i pobočky svých univerzit, jako například ekonomickou fakultu v Al-Bábu či pedagogickou fakultu v Afrínu. Tyto kroky doprovází kritika, že vzdělávací reformy slouží k systematickému poturčování regionů, což potvrdili i nezávislí aktivisté. Zavedení tureckého systému je však zdůvodňováno snahou o stabilizaci regionu a integraci syrských uprchlíků, kteří se z Turecka vracejí do těchto oblastí.

### Měna
V červnu 2020, poté co došlo k poklesu hodnoty Syrské libry začalo Turecko na okupovaných územích zavádět jako platidlo Tureckou liru.